# HSN2
HSN2‏ (None) هوَ بروتين يُشَفر بواسطة جين HSN2 في الإنسان.